# Ogórek konserwowy
Ogórki konserwowe – produkt spożywczy otrzymywany przez marynowanie i wekowanie ogórków w zalewie z wody, octu, cukru i soli kuchennej. Do słoików z ogórkami konserwowymi lub zalewy dodaje się różne przyprawy, takie jak: liście laurowe, ziarna ziela angielskiego i pieprzu czarnego, baldachy kopru, nasiona gorczycy, marchew. Dawniej używano do przyprawiania ogórków także kopru włoskiego, majeranku i goździków.

## Historia
Przepis na ogórki konserwowe pojawił się w Zielniku Szymona Syreńskiego (wydany w 1613 roku, już po śmierci autora), który napisał „Solą i kwaszą ogórki niektórzy w occie z solą, koprem włoskim i majeranem, jako starożytni ludzie czynili”. Przechowywanie ogórków w occie opisywał także Hemerologeion abo nowy i stary kalendarz na rok 1676 M. Brociusa. Spośród polskich źródeł rękopiśmiennych, przepis na marynowanie malutkich ogórków przyprawianych solą i koprem włoskim podaje spisany około 1660 roku rękopis Dawna starożytności praktyka, przechowywany w Bibliotece Narodowej. Inny rękopis z końca XVIII wieku, przechowywany w Muzeum w Jędrzejowie, każe marynowane ogórki przyprawiać liściem laurowym, pieprzem, zielem angielskim i goździkami.
W Anglii przepisy na ogórki konserwowane octem z przyprawami pojawiały się w książkach kucharskich z XVII wieku. Również w Niemczech ten przetwór jest zaświadczony w książce kucharskiej z końca XVII wieku.

## Rejestracje jako produkt tradycyjny
Ogórek konserwowy został zarejestrowany przez Ministerstwo Rolnictwa i Rozwoju Wsi jako produkt tradycyjny w 3 województwach:
- Nadwiślański ogórek konserwowy z Kanny (województwo małopolskie), którego smak ma mieć delikatną nutę octowo-czosnkową[6]
- Ogórki konserwowe ścinawskie (województwo dolnośląskie), przyprawiany koprem, marchwią, gorczycą i chrzanem[7]
- Ogórki konserwowe po łowicku (województwo łódzkie), przygotowywane z dodatkiem pieprzu, ziela angielskiego, liścia laurowego, gorczycy i kopru; zalewa zawiera także cukier[8]

## Ogórki konserwowe jako produkt przemysłowy
Surowiec na przemysłowo produkowane ogórki konserwowe poddaje się kolejno przebieraniu, moczeniu w wodzie, myciu, kalibrowaniu na grubość i długość (lub krojeniu ręcznemu). Następnie przygotowane opakowania napełnia się ogórkami i przygotowaną osobno zalewą octową z przyprawami. Zalewa łagodna ma stężenie kwasów od 0,45% do 0,8%, zawiera 0,5% do 2% cukru i 0,5% do 1,5% soli; zalewa średniokwaśna zawiera od 1% do 3% kwasów, a ostra powyżej 3%. Wśród przypraw mogą wystąpić koper, chrzan, estragon, majeranek, czosnek, ziele angielskie i inne. Opakowania po zamknięciu poddaje się łagodnej pasteryzacji, która w przypadku ogórków w opakowaniach o zawartości jednego kilograma trwa 15 minut w temperaturze 85 °C. Potem produkty się chłodzi. Następuje wówczas wycieranie i wazelinowanie opakowań, naklejenie etykiet i zmagazynowanie.
W handlu światowym w latach 2002–2004 oraz 2011–2012 ogórki konserwowe stanowiły odpowiednio 39% i 41% całego handlu marynatami warzywnymi. Łączny wolumen zakupów 10 największych światowych importerów to 377,4 tys. ton za 286,8 mln USD średnio rocznie w okresie 2002–2004, oraz 539,9 tys. ton za 556,6 mln USD średnio rocznie w okresie 2011–2012. Analogiczne sumy sprzedaży 10 największych eksporterów są trochę niższe. Największym importerem w obu tych okresach była Rosja, z odpowiednio udziałem 23,4% (88,2 tys. ton, obrót 28,0 mln USD) i 17,3% (93,6 tys. ton, obrót 59,6 mln USD). W pierwszym okresie największym eksporterem była Turcja (21,8%, 79,8 tys. ton, 50,9 mln USD), a w drugim wyprzedziły ją Indie (29,9%, 175,0 tys. ton, 112,0 mln USD). Polska w pierwszym okresie miała 3,4% udziału w światowym eksporcie (12,4 tys. ton i 8,5 mln USD), a w drugim udział spadł do 3,2% mimo wzrostu sprzedaży (18,5 tys. ton, 19,1 mln USD).

## Korniszony
Niewielkie ogórki (długości 3–7 cm), marynowane w occie, niekiedy po wstępnym ukiszeniu, noszą nazwę korniszonów (fr. cornichon).